# エスクリマ

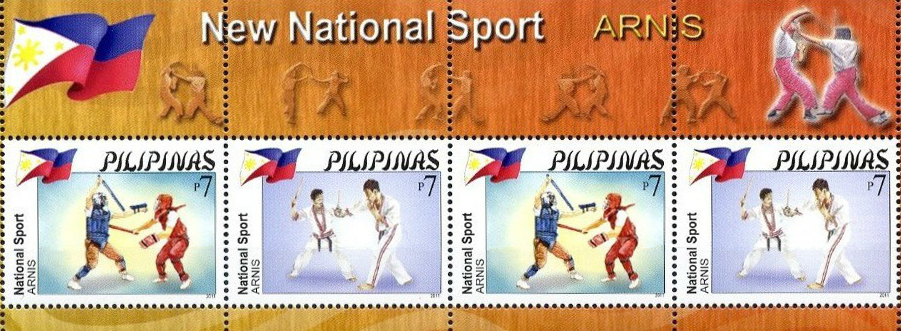
アーニスを国技と宣言した2011年のフィリピン記念切手

エスクリマ（Eskrima）とはフィリピン武術の名称である。アーニス、アルニス（Arnis）、またはカリ（Kali）とも呼ばれる。

## 概要
フィリピンで行われている素手、棒やナイフ、紐といった武器術を持つ武術である。公式にフィリピンの国技と認められており、学校の体育教育にも取り入れられているほか、国体の正式種目ともなっている。
「エスクリマ」や「アーニス」という名称は、フィリピンがスペインに統治されていた時代に現地の武術を見たスペイン人によって付けられた名称である。「エスクリマ」はスペイン語でフェンシングを意味するesgrima、「アーニス」はスペイン語で鎧を意味するarnesに由来する。古くは地方によって様々な名称で呼ばれていた。「カリ」という言葉はビサヤ語のkamot（手）とlihok（動き）に由来し、両者の頭文字をとった言葉である。
スペイン統治時代にはスペイン人のフェンシングから多くの影響を受け、呼び名だけでなく、フェンシング用語や西洋剣術の技術（16世紀以降のレイピア剣時代にヨーロッパで流行した、攻撃用の長剣と防御用の短剣の二刀流で戦うエスパダ・イ・ダガ等）も取り入れられている。
歴史的な経緯からアメリカで広く普及しており、実戦的な武術として人気がある。アメリカでは警察などの法執行機関でも採用されているほか、アメリカ軍や合衆国連邦捜査局（FBI）の格闘術にも部分的にエスクリマの技が採り入れられている。アメリカ海兵隊ではエスクリマの棒術をもとに考案した銃剣術を制定している。フィリピンの特殊部隊でも採用されている。
ブルース・リーが学んだ武術の一つでもあり、映画『燃えよドラゴン』のなかでも、リーがオリシを使用するシーンが見られる。後にリーが興したジークンドーにはエスクリマは取り入れられていない（ジークンドーは素手のみ）。またジークンドーを教える道場ではジュンファングンフーと共にエスクリマ、シラット（インドネシアの武術）、修斗（総合格闘技の一種）等を稽古する事が多い。

## 歴史
元々、フィリピンには各部族ごとに様々な武術が存在していた。それらは、海洋貿易で立ちよったアラブ人に教わったものだった。マゼランが上陸した際には矢や竹槍、棍棒、刀等を使っていたことが確認されている。16世紀にスペイン軍が上陸した際には民衆はこれらの武器で戦いを挑んだ。
その後、17世紀になると海賊が多発し人々を拉致するようになった。これを問題としたスペイン当局は住民からなる民兵団を組織する事を決定し、住民を集めて武術の訓練を施した。教官にはイエズス会の修道士が就任し、スペイン式のフェンシングが教えられた。こうして現在の技術が完成したといわれる。
支配者がアメリカ合衆国に移ると、フィリピンからの移民やフィリピンに渡ったアメリカ人によってアメリカ本国に紹介された。現在はアメリカを中心に世界中で行われている。

## 技術面

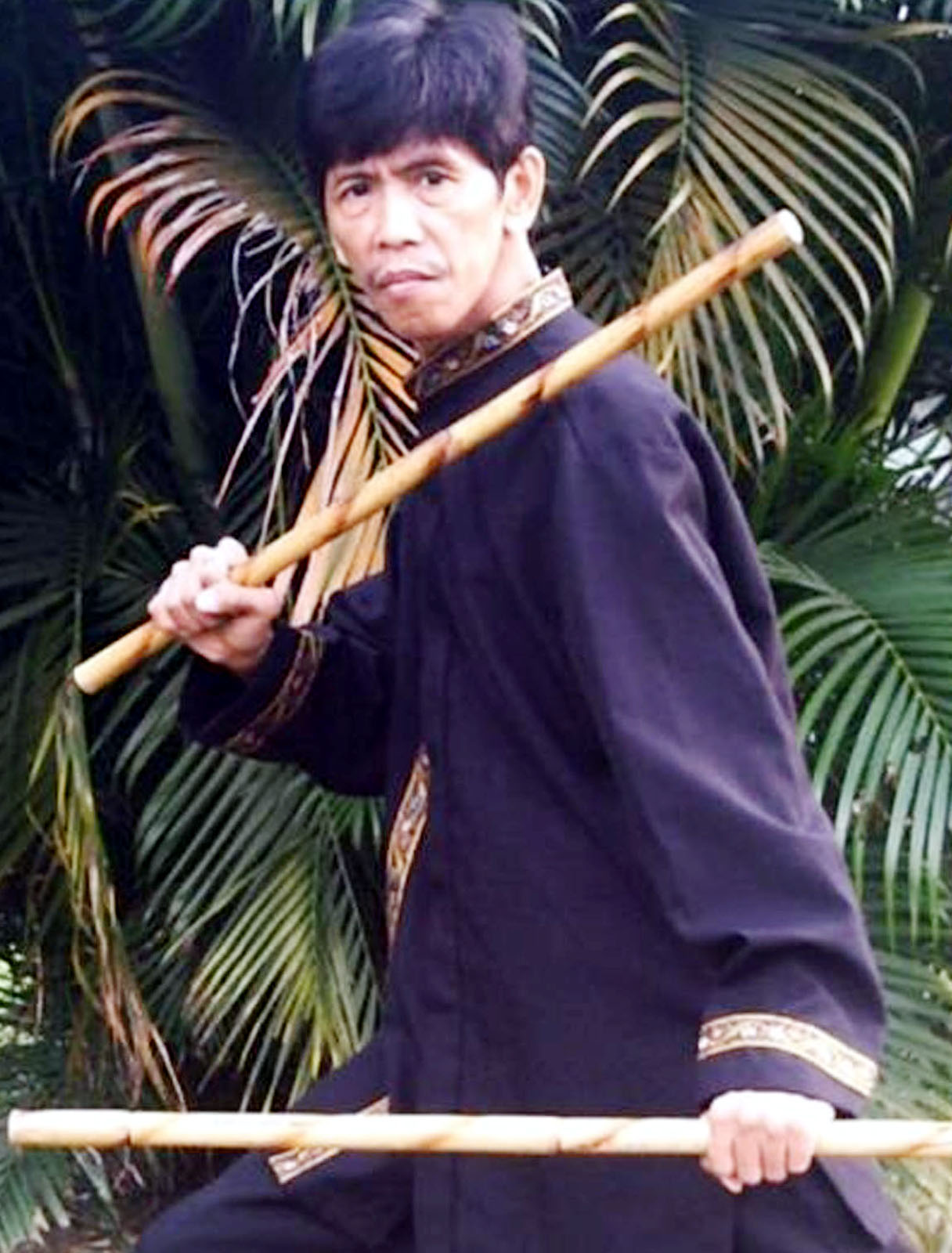
オリシを構える使い手

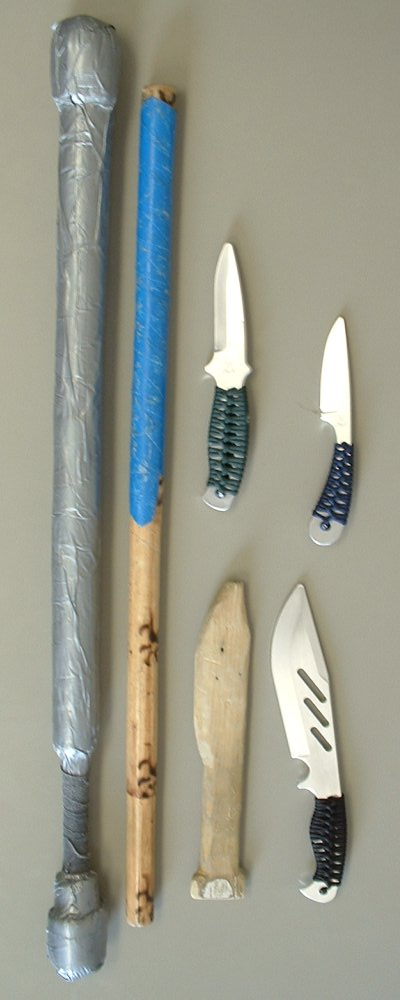
稽古用の武器類

技術面での特徴は、武器や素手での技術が共通していて、同じような動きで様々な武器を扱える点である。また、相手からの武器による攻撃への対応も考慮されており、相手の武器を奪ったり払い落とす技術（ディスアーム）が発達している。これが警察など法執行機関へ普及する要因となった。
主な技術は以下のような物がある。用語にはスペイン語が使われている。
徒手空拳（マノ・マノ）
素手で戦う体術。近い間合いで打ち合うことが多く、打ち合いから投げや関節技に移行したりディスアームを巧みに用いる。
剣術（エスパーダ）＝籐牌術
片手で行う剣術。盾とセットで戦うこともある。
ナイフ（ダガ）＝単短刀術
「ダガ」という両刃の短剣を使う。体術の延長線上にあるものであるが、刃物なので素手の時よりは間合いを広めにとる。
二刀流（エスパーダ・イ・ダガ）＝双刀術
剣とナイフの二刀流で戦う技術。剣の代わりに、短槍や杭などの片手で扱える尖ったものを使う場合もあり、その場合は「プンタ（先っぽ）・イ・ダガ」という。
棒（バストン）＝短棍術
「オリシ」という60cmほどの短いラタン製の棒を使う技術。2本の短棒を使った技術（ドブレ・バストン＝双短棍術）も存在する。
諸手棒術（ドス・マノス）＝長棍術
長い棒や大剣などを遣う技術。両手（諸手）で武器を扱うことからこの名がある。